# Leonida Bissolati
Leonida Bissolati (20 de febrero de 1857-6 de mayo de 1920) nacido como Leonida Bergamaschi, fue un político italiano, uno de los fundadores del Partido Socialista Reformista Italiano.

## Biografía
Fue uno de los líderes más importantes del movimiento socialista italiano de finales del siglo XIX y del siglo XX.

### Familia y estudios
Nació de la relación entre Stefano Bissolati, canónigo, y Paolina Caccialupi, esposa de Demetrio Bergamaschi, por lo que inicialmente se le dio el apellido de este último. En 1861  Stefano dejó el hábito de sacerdote y en 1865, al quedar Paolina viuda, se casó con ella y adoptó a su hijo. La decisión de volver al estado laico fue dictada por una profunda crisis de conciencia, debida, entre otras cosas, a la actitud de la Iglesia católica frente al mundo moderno y, en particular, a la Unificación italiana.
Leonida Bissolati se licenció en Derecho a los veinte años en la Universidad de Bolonia.
En su ciudad natal ejerció como abogado, publicando también numerosos artículos en revistas y periódicos.
En 1885 se casó con Ginevra Coggi, que murió de tuberculosis en 1894. Posteriormente tuvo como compañera a Carolina Cassola, en unión libre hasta su matrimonio en 1913.

### Compromiso con el Partido Socialista Italiano
A partir de 1880 fue elegido concejal en Cremona durante 18 años, inicialmente en las filas de los radicales, antes de unirse a los movimientos socialista,.
Ocupó cargos en el Departamento de Educación.
Entre 1889 y 1895 organizó disturbios campesinos y luchas sociales para obtener mejores condiciones de vida en el campo. 
En 1889 fundó L'Eco del Popolo, que posteriormente se convirtió en el órgano local del Partido Socialista Italiano, y publicó una traducción parcial del Manifiesto de Karl Marx y Friedrich Engels.

### La fundación de Avanti!
En 1896 se convirtió en editor de Avanti!, el órgano oficial del Partido Socialista Italiano. 
En el editorial inaugural del primer número del nuevo periódico, redactó un manifiesto de identidad político-ideal, lanzando un desafío al orden establecido.
Dirigiéndose directamente al Presidente del Consejo de Ministros y Ministro del Interior de la época Antonio Starabba, que había advertido a los dirigentes y miembros del recién formado PSI con la admonición: Aquí no se puede pasar, Bissolati respondió, con un titular que pasará a la historia del socialismo y del periodismo, Di qui si passa, manifestando su fe y certeza "científica" en la afirmación de las razones de los socialistas y en la conquista del poder por los trabajadores.
Este título sería retomado posteriormente por muchos redactores de "¡Avanti!" con motivo de acontecimientos especialmente importantes en la vida del partido y del periódico.
Dimitió de su cargo en 1903, para volver a aceptar la dirección del periódico entre 1908 y 1910.

### Compromiso parlamentario
En las elecciones políticas de 1895 se presentó como diputado en la circunscripción de Pescarolo ed Uniti y ganó en la segunda vuelta contra el candidato del partido conservador Alessandro Anselmi,  pero la elección fue anulada posteriormente por la Giunta delle elezioni. En las Elecciones políticas de 1897 volvió a  presentarse en la misma circunscripción y ganó en la primera vuelta, de nuevo contra el mismo Anselmi. Masón , miembro del Gran Oriente de Italia, en 1902 representó a la Logia "Alsacia-Lorena" en el Congreso Mundial del Librepensamiento en Lausana, en 1908 presentó a la Cámara de Diputados una moción para abolir las enseñanzas religiosas en las escuelas primarias y durante la Gran Logia anual del Gran Oriente de Italia el Gran Maestro Ettore Ferrari propuso la censura de los diputados adheridos a la masonería que se hubieran negado a votar a favor. El Soberano Gran Comendador in pectore del Rito Escocés, Saverio Fera, fuerte opositor a la politización forzada que persigue Ferrari dentro de la obediencia, vetó formalmente la propuesta de censura. El enfrentamiento condujo a una escisión, que tuvo lugar el 24 de junio de 1908 en el seno del Consejo Supremo Italiano del Rito Escocés. 

### Adhesión a la guerra de Libia e intervencionismo
En febrero de 1912, su falta de oposición a la Guerra de Libia provocó su dimisión como diputado y le valió acusaciones de chovinismo por parte de Lenin. Cinco meses después fue expulsado del Partido Socialista Italiano. 
Bissolati fue uno de los líderes más influyentes de la intervención en la Primera Guerra Mundial. Se alistó como voluntario a la edad de 58 años en el 4º Regimiento Alpino con el rango de sargento. Participó en los combates por la conquista del monte Nerón; fue herido dos veces y fue condecorado con una medalla de plata. Alternaba su estancia en el frente con estancias en Roma para realizar trabajos parlamentarios. En junio de 1916 fue nombrado ministro del gobierno de Boselli con la misión de vincular el gobierno al frente. Bajo la influencia de Cadorna, se posicionó en contra de los pacifistas que querían una paz de compromiso. Vivió la tragedia de Caporetto en el frente, lo que le llevó a una grave crisis personal. En otoño de 1917, con el gobierno de Orlando asumió la responsabilidad de la asistencia militar y las pensiones de guerra. Tras un violento enfrentamiento con el ministro de Asuntos Exteriores Sonnino, el 28 de diciembre de 1918, dimite del gobierno.

### La fundación del Partido Socialista Reformista Italiano
Sin embargo, Bissolati no abandonó su actividad política, contribuyendo a la fundación del Partido Socialista Reformista Italiano junto con Ivanoe Bonomi y Angiolo Cabrini.
El 1 de noviembre de 1917 fue nombrado ministro de Asistencia Militar y Pensiones de Guerra en el gobierno de Boselli y en el siguiente gobierno de Orlando. En esta función tuvo contacto directo con los generales italianos comprometidos en el frente de la Primera Guerra Mundial.

### La posguerra
Al final del conflicto, acordó nuevas líneas fronterizas de acuerdo con los principios de la Sociedad de las Naciones, pero los contrastes resultantes le llevaron a dimitir del gobierno el 28 de diciembre de 1918. 
Su dimisión estuvo vinculada a supuestos contrastes con Ivanoe Bonomi y despertó dudas y perplejidad en los círculos próximos a Bissolati: mientras "Ernesto Nathan ,estigmatizó duramente la decisión de Bissolati, Giuseppe Meoni, que ocupaba el importante cargo de gran orador en el comité ejecutivo del Gran Oriente de Italia, defendió la elección del exponente social-reformista".
Bissolati quiso explicar públicamente su postura mediante un discurso público en Milán, en el Teatro de La Scala. La noche del 11 de enero de 1919, Bissolati se presentó en un teatro lleno hasta la bandera. Pero la lectura de su discurso fue interrumpida varias veces por el gazapo organizado por Benito Mussolini y Filippo Tommaso Marinetti, en el que nacionalistas, futuristas y excombatientes le impidieron hablar, sin que las autoridades públicas se opusieran.
En las elecciones políticas de 1919, que se celebraron en noviembre, Bissolati fue elegido de nuevo en su circunscripción de Cremona. 

### El último adiós de los socialistas
El 1 de mayo de 1920 se colocó la primera piedra de la nueva sede milanesa de Avanti! en Via Ludovico da Settala, que se construiría gracias a una suscripción popular lanzada tras la devastación fascista de la anterior sede en Via San Damiano 16 el 15 de abril de 1919:
"Una inmensa procesión sumergida por banderas rojas se forma en la Piazza Cinque Giornate y se hincha en cada intersección al llegar a la esquina de Via Settala y Via San Gregorio, que los compañeros descubren entre los aplausos que ha sido rebautizada con un nuevo cartel de calle "¡Via Avanti!". (...) Los antiguos redactores de '¡Avanti!' están todos presentes. Falta Bissolati, que está enfermo en un hospital de Roma y que, como ministro y hombre de gobierno, es ahora miembro de otro partido. Oddino Morgari lo recuerda con emotivas palabras. El pueblo socialista supo ser justo y generoso: los recibió con grandes aplausos. Bissolati, al enterarse, en la cama del hospital donde murió pocos días después, lloró de alegría".  
Leonida Bissolati falleció en Roma el 6 de mayo de 1920 de una infección postoperatoria.
Está enterrado en Roma, en el Cementerio comunal monumental Campo Verano.

## Obras
- Diario di Guerra, edizione integrale a cura di Alessandro Tortato, Mursia, Milano (2014) ISBN 978-88-425-4615-3